# Михальова
Михальо́ва (рос. Михалёва) — присілок у складі Алапаєвського міського округу (Верхня Синячиха) Свердловської області.
Населення — 113 осіб (2010, 154 у 2002).
Національний склад населення станом на 2002 рік: росіяни — 97 %.